# The Rockin' Berries
The Rockin' Berries, brittisk pop/rock-grupp bildad på 1960-talets första år. Medlemmar i gruppen var de tre sångarna Brian Butfield, Clive Lea, och Geoff Turton. Den här gruppen brukar räknas in i the british invasion, men de hade aldrig några hits i USA.
I Storbritannien hade de dock flera hits mellan åren 1964 och 1966. Dessa låtar var covers, men blev ändå stora där. Några av de låtar de hade hits med är "I Didn't Mean to Hurt You", "He's in Town", och "Poor Man's Son". Deras uppträdanden präglades ofta av komik. Efter 1966 blev det inga fler stora hits för gruppen.

## Bandmedlemmar
Nuvarande medlemmar
- Chuck Botfield (f. Bryan Charles Botfield 11 november 1943 i Birmingham) – gitarr (1961–)
- Geoff Turton (f. Geoffrey Turton 11 mars 1944 i Birmingham) – sång, gitarr (1961–1968, 1970–)
- Rick Price (f. 10 juni 1944 i Birmingham) – basgitarr (1990–)
- Simon Ryland – trummor (1998–)
- Jay McGee – sång (2000–)

Tidigare medlemmar
- Terry Bond (f. Terence Bond 22 mars 1943 i Birmingham) – trummor (1961–1970)
- Doug Thompson – gitarr (1961)
- Paul Hewitt – sång (1961)
- Tim Munns – basgitarr (1961)
- Dennis Ryland – saxofon (1961)
- Jimmy Powell – sång (1961)
- Clive Lea (f. 16 februari 1942 i Birmingham) – sång (1961–1970)
- Roy Austin (f. 27 december 1943 i Birmingham) – basgitarr (1961–1965)
- Bobby Thompson (f. Paul Hewitt 1942 i Liverpool) – basgitarr (1965 -1967)
- Rod Clarke (f. Rodney Clarke 23 november 1942 Surlingham, Norfolk) – basgitarr (1967–1970)
- Terry Webster – sång (1970–1976)
- Keith Smart (f. 10 december 1946 i Birmingham) – trummor (1970–1998)
- John Dawson – basgitarr (1970–1990)
- Derek Jason – sång (1976–2000)

## Diskografi (urval)
Album
- They're In Town (1964)
- Life Is Just A Bowl Of Berries (1965)

EPs
- I Didn't Mean To Hurt You (1965)
- New From The Berries (1965)
- Happy To Blue (1965)

Singlar (topp 100 på UK Singles Chart)
- "I Didn't Mean To Hurt You" / "You'd Better Come Home" (1964) (#43)
- "He's In Town" / "Flashback" (1964) (#3)
- "What In The World's Come Over You" / "You Don't Know What To Do" (1964) (#23)
- "Poor Man's Son" / "Follow Me" (1965) (#5)
- "You're My Girl" / "Brother Bill" (1965) (#40)
- "The Water Is Over My Head" / "Doesn't Time Fly" (1965) (#43)